# Jan Schultsz
Jan Christoffel Schultsz (Amsterdam, 17 april 1872 – aldaar, 30 maart 1945) was een Nederlands beeldhouwer.

## Leven en werk
Schultsz was een zoon van schoenmaker Jan Christoffel Schultsz en Maria Johanna Bekker en een achterkleinzoon van de prentkunstenaar Johan Christoffel Schultsz. Schultsz volgde de avondopleiding bij Carl Geverding aan de Teekenschool voor Kunstambachten en werkte op verschillende ateliers. Hij was enige tijd leerling (1886-1887) en later medewerker (1894-1895) van Johannes Franse. Hij vervolgde zijn opleiding bij Ludwig Jünger aan de Rijksschool voor Kunstnijverheid (1890-1894). Mak van Waay geeft aan dat hij het vak verder leerde door "praktijk op ateliers, zelfstudie", Scheen meldt: "heeft zich vnl. zelf gevormd". Schultsz trouwde in 1897 met Johanna Polet (1876-1947), zuster van Dirk Polet en tante van Johan Polet, beiden beeldhouwers.
Van ca 1900-1909 maakte Schultsz beeldhouwwerk in metaal in dienst van de firma F.W. Braat in Delft en werkte hij mee aan de Drakenfontein ('s-Hertogenbosch). Als zelfstandig beeldhouwer maakte hij onder andere portretten van mensen en dieren en bouwbeeldhouwwerk. In 1909 won hij een prijsvraag voor een monument voor Antoni van Leeuwenhoek in Delft. In 1934 werkte hij met Gerrit van der Veen en Theo Vos aan het Nationaal Monument voor het Reddingswezen in Den Helder.
Schultsz was lid van de Nederlandse Kring van Beeldhouwers en Architectura et Amicitia. Hij overleed in 1945, op 72-jarige leeftijd. In 2010 is het archief van Schultsz geschonken aan het RKD.

## Werken (selectie)
- 1909 monument Antoni van Leeuwenhoek, Meisjeshuis, Oude Delft, Delft
- 1911 gevelsteen kantoor van de Algemene Arbeiderscoöperatie De Dageraad, Amsterdam
- 1913 gevelsteen voor gymnastieklokaal aan de Kepplerstraat, Amsterdam
- ca. 1915-1916 ornamenteel beeldhouwwerk directiekamer Scheepvaarthuis van de Stoomvaart-Maatschappij Nederland, Amsterdam
- 1916 ontwerp bouwbeeldhouwwerk gebouw Koninklijke Hollandsche Lloyd, Prins Hendrikkade/Martelaarsgracht, Amsterdam
- 1923 monumentje voor Onder Dak, Haarlem
- 1925 beeldhouwwerk ca. 14 verschillende culturen en twee reliëfs in de hal ('Arbeid' en 'De Vruchten van den Arbeid') voor het kantoor van de Handelsvereniging Amsterdam (HVA) in Surabaya (Oost-Java)
- 1927 bouwbeeldhouwwerk bestuursgebouw HVA Spuistraat en entreepartij Nieuwezijds Voorburgwal, Amsterdam
- 1929-1930 acht gevelstenen (het reizen door alle tijden) en vijf consoles (werelddelen) aan Park Hotel, Stadhouderskade/Hobbemastraat, Amsterdam
- 1931 gevelsteen voor oudeliedenhuis van Eigen Haard, Smaragdplein, Amsterdam
- 1933 twee gevelstenen en een bronzen plaquette voor Lucas van Buuren in een woningblok aan de President Kennedylaan (Amsterdam).[6]
- 1934 gevelsteen 'na ingespannen pogen', Olympiaplein/Hygiëastraat, Amsterdam
- 1934 bronzen reliëfs voor Kromhout, Amsterdam
- 1934-1935 deel van het beeldhouwwerk voor het Nationaal Monument voor het Reddingswezen, Den Helder
- 1936 medallionportret Jan Ligthart, Jan Ligthartschool, Kraaipanstraat, Amsterdam
- 1937 twee gevelstenen (papegaaienpaar en eekhoornpaar), Haarlemmerweg, Amsterdam
- 1939 reliëf van koggeschip aan de Munttoren (Amsterdam)
- gevelsteen Fortuna, Warmoesstraat, Amsterdam

## Afbeeldingen

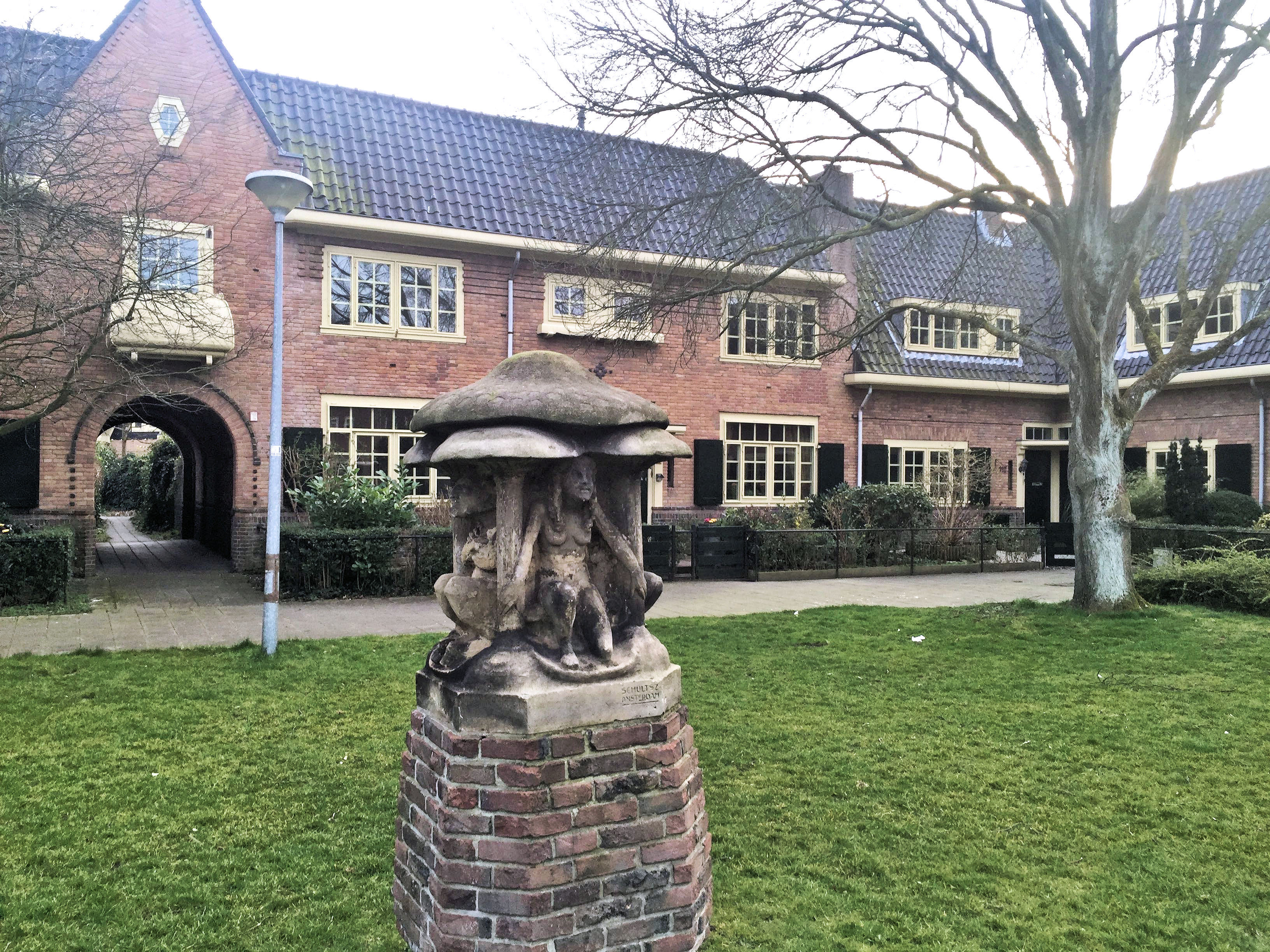
Onder Dak (1923)
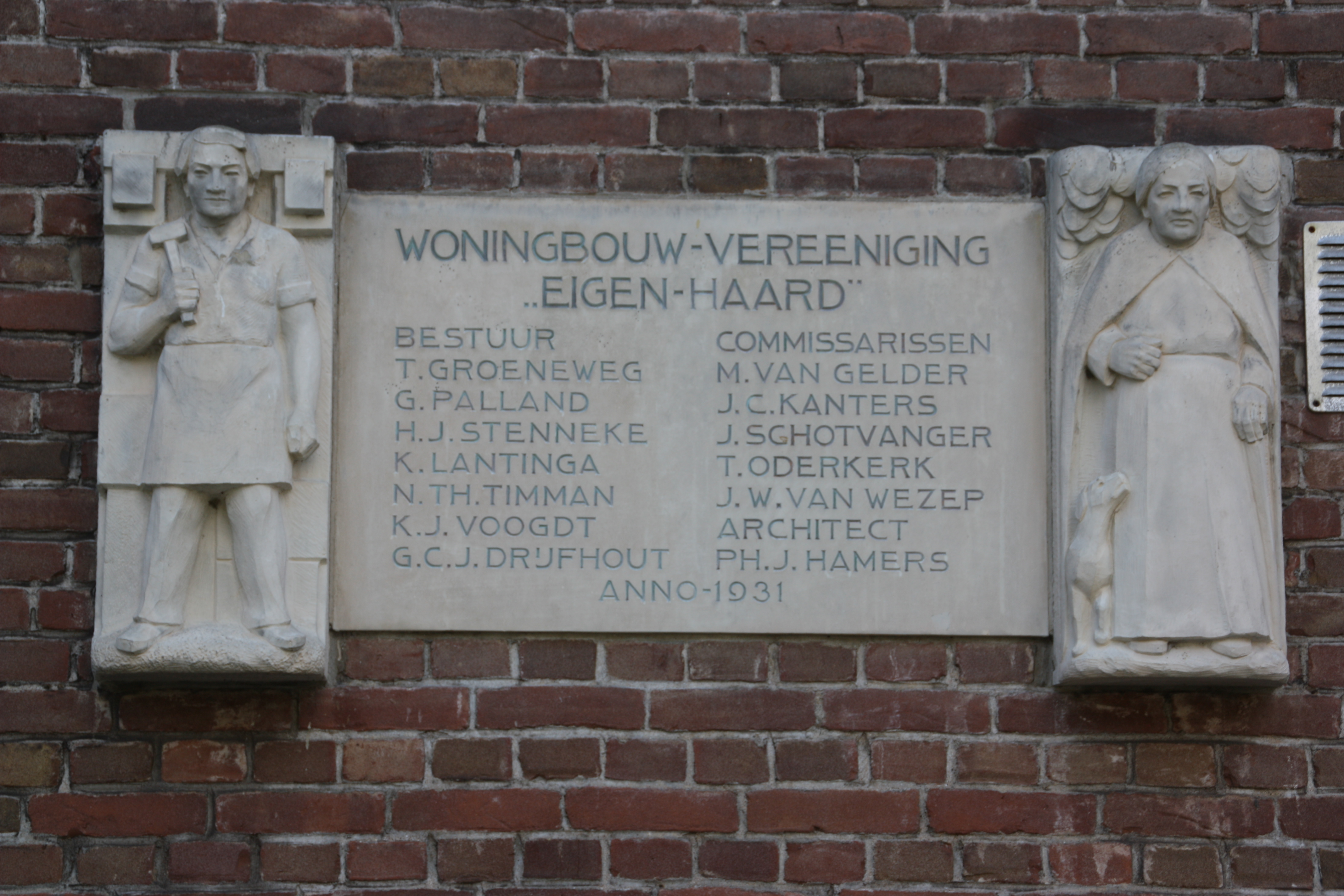
Gevelsteen Eigen Haard (1931)
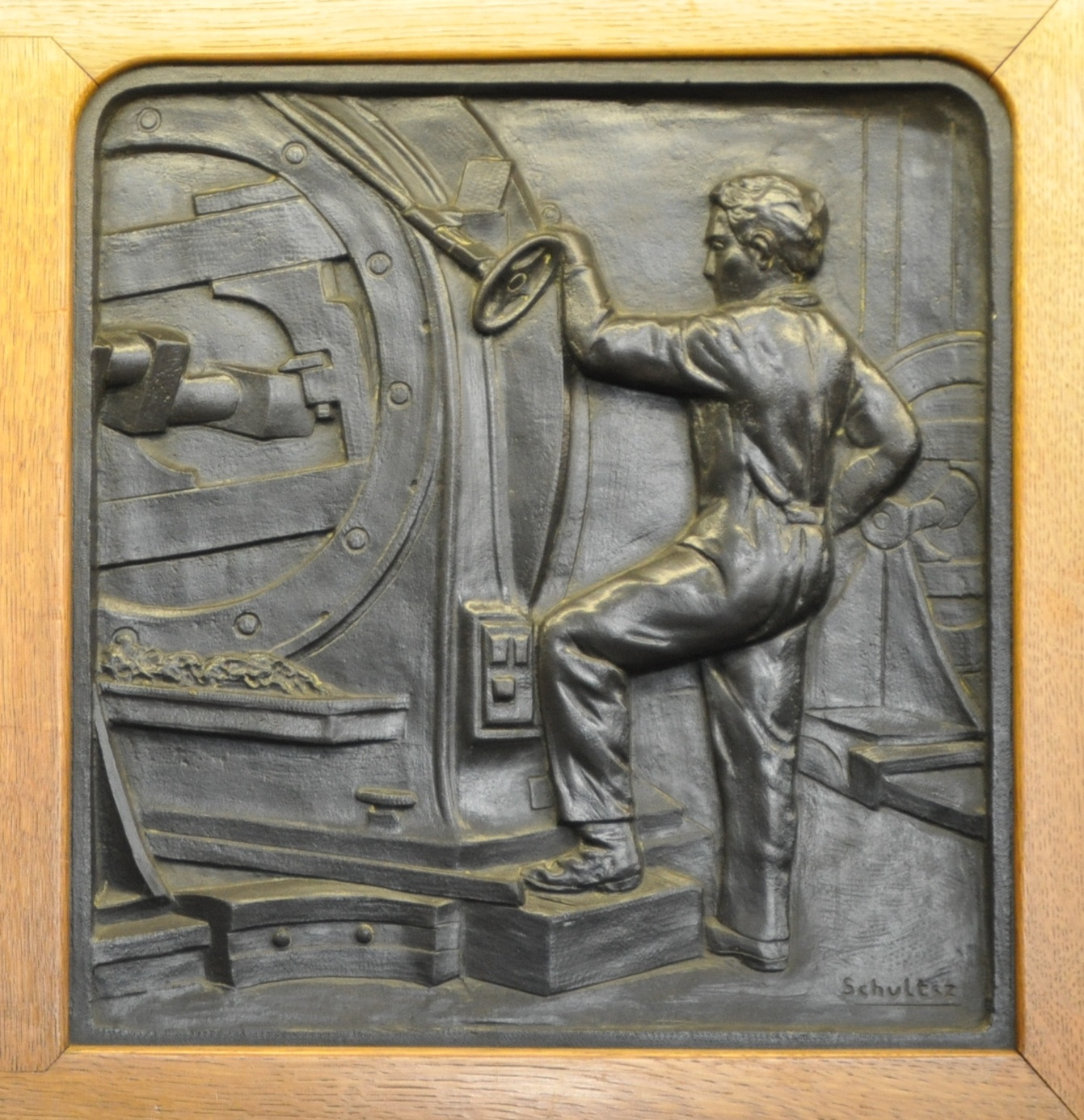
reliëf Kromhout (1934)
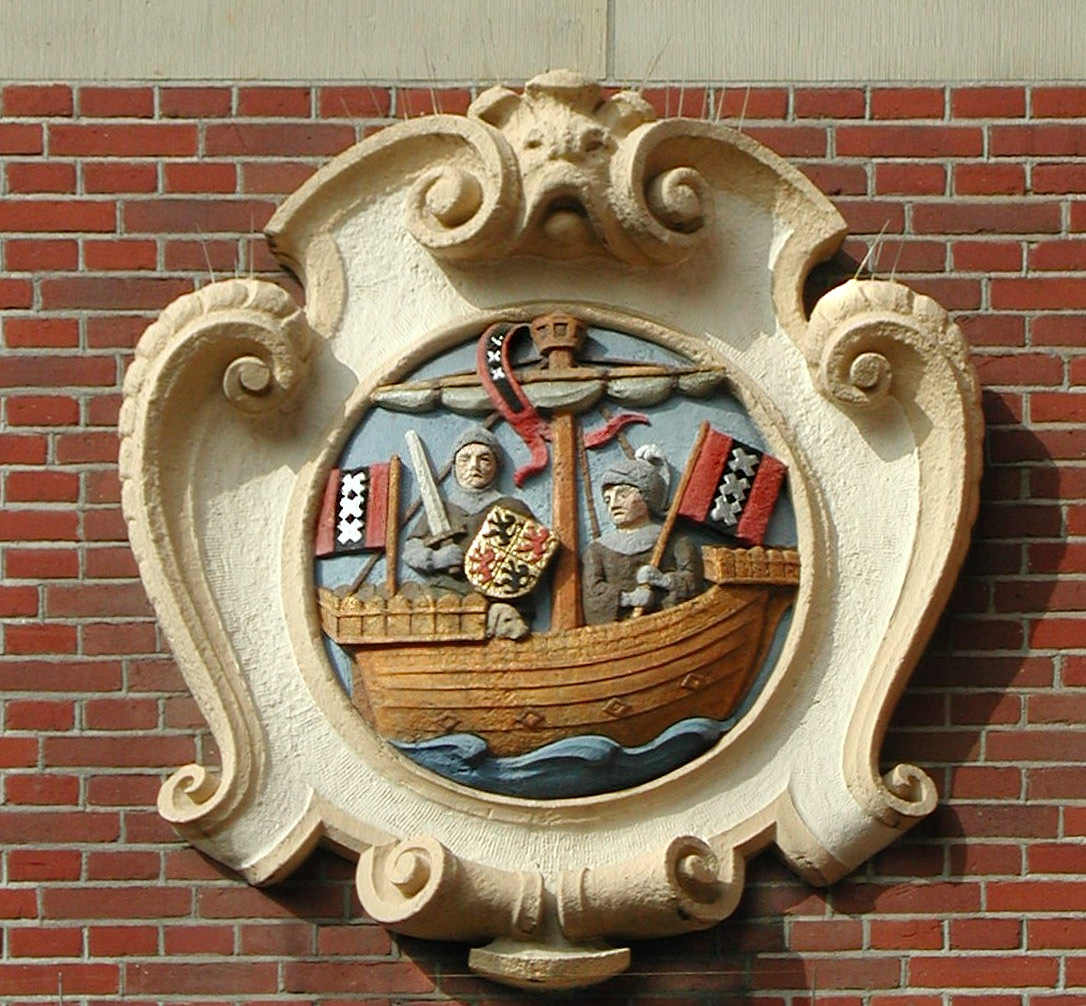
Koggeschip (1939)

- Biografisch Portaal: 15557974
- RKD-Nederlands Instituut voor Kunstgeschiedenis: 90101